# Elaphria regressa
Elaphria regressa là một loài bướm đêm trong họ Noctuidae.